# Freddie Hornik
Alfred Charles Walter "Freddie" Hornik (Brno, 1944. január 19. – 2009. február 19.) cseh származású brit divatvállalkozó volt. Ő vette meg London Chelsea kerületében a Kings Road 488 alatt működő butikot, a Granny Takes a Tripet, melyből később a londoni divat egyik legmeghatározóbb helyét alakította ki.

## Fiatalkora és iskolái
Hornik 1944. január 19-én Csehszlovákiában, Brnóban született. Fiatal korában elvált édesanyjával és anyai nagyanyjával a brünni halálmenettel egy osztrák menekülttáborba voltak kénytelenek költözni. 1947-ig szegénységben kellett élniük Bécsben egész addig, míg dél-londoni rokonaikhoz nem tudtak kijutni. Horniknak a diagnosztizált tuberkulózis miatt gyógykezelésre volt szüksége, s emiatt középiskolai tanulmányait félbe kellett hagynia.

## Dandie Fashions
Lengyel mostohaapja hatására gyorsan kitanulta a szabó mesterséget, s elsajátította, hogyan lehet egy öltönyt 10 nap alatt 8 guinea-ért elkészíteni".
Egyszer a Speakeasy Clubban találkozott Alan Holstonna, majd John Crittle-lel és a Guinness vagyon örökösével, Tara Browne-nal közösen az 1960-as évek közepén megalapították a Dandie Fashions-t. Később a The Beatles is beszállt a vállalkozásba, és innentől kezdve egyedi tervezésű ruhákat is készítettek.

## Granny Takes a Trip
1969-ben Hornik a legendás Granny Takes a Trip nevű butikot vette meg. A vásárlásban segítségére volt két New York-i, Gene Krell és Marty Breslau, . Segítségükkel az üzletet kibővítették, és hamarosan az USA fővárosában és Los Angeres-ben is nyitottak üzleteket.
Abban az időben a Granny Takes a Trip méretre varrt ruháit legendás rocksztárok hordták. 1972-ben Lou Reed a Granny's egyik fekete bársonyból és gyémántutánzatból készült öltönyét viselte a Transformer borítóján szereplő fényképen. Még ugyanebben az évben a Rolling Stones zenésze, Mick Jagger is a Granny's egyik tartánbársony kabátját választotta az Exile On Main St. belső borítóképének a fényképezésekor. Todd Rundgren Hornik's többsoros bolerló kabátját vette fel a Something/Anything? hátoldalához készült kép készítése előtt.
1973-ban az Isley Brothers' 3 + 3 című albumához készült kép fotózásakor Ronald Isley egy Hornik kabátot vett fekl. Elton John a Caribou lemezborítójának elkészítéséhez egy Granny's márkajelzésű, tigriscsíkos kabátot vett fel.
Az 1970-es évek közepére azonban az addigra a drogok szerelmesévé vált Hornik, valamint Krell és Breslau összevesztek, és az üzlet hanyatlani kezdett. Ez vezetett a londoni bolt 1974-es bezárásáig.

## További élete
Később Hornik taxizni kezdett, de egészségi állapota miatt vissza kellett vonulnia dél-londoni házába. Soha nem házasodott meg.